# Władimir Głuzdowski
Władimir Aleksiejewicz Głuzdowski (ros.) Владимир Алексеевич Глуздовский (ur. 14 maja?/27 maja 1903 w Tyflisie, zm. 16 listopada 1967 w Symferopolu) – radziecki dowódca wojskowy w czasie II wojny światowej, generał porucznik.

## Życiorys
Wnuk polskiego powstańca 1863 roku.
Od 1919 roku w Armii Czerwonej, w czasie wojny domowej w Rosji walczył z wojskami „Białych”.
Od 1926 dowódca kompanii, od 1929 pomocnik dowódcy batalionu, 1930-1932 komendant Szkoły Młodszych Dowódców, od 1936 szef sztabu pułku zmechanizowanego, od I 1938 szef Wydziału Szkolenia Wojsk Pogranicznych w Mińsku. Od V 1938 dowódca pułku, od X 1938 zastępca szefa Oddziału Głównego Sztabu Morskiego. X 1939 – X 1940 w misji specjalnej w Chinach. Od XI 1940 zastępca dowódcy 1 Dywizji Strzelców Zmotoryzowanych, od VI 1941 uczestnik walk na Froncie Wschodnim. W X 1941 został szefem Oddziału Operacyjnego 26 Armii i szefem sztabu 31. Armii Frontu Zachodniego i Kalinińskiego. Brał udział w opracowaniu planu bitwy pod Moskwą. Od lutego 1943 dowódca 31 Armii Frontu Kalinińskiego. Od sierpnia 1944 dowódca 7. Armii Frontu Karelskiego, następnie od grudnia 1944 6. Armii 1 Frontu Ukraińskiego, która z przyczółka sandomierskiego rozpoczęła ofensywę styczniową zdobywając w maju 1945 Wrocław. Od X 1946 szef Katedry Historii Wojen, od VII 1951 kierownik Katedry Taktyki Akademii Wojskowej im. Frunzego w Moskwie. Od 1960 pracownik Sztabu Głównego Wojsk Lądowych ZSRR, w 1961 przeszedł w stan spoczynku.

## Odznaczenia
- Order Lenina
- Order Czerwonego Sztandaru (czterokrotnie)
- Order Suworowa I klasy (dwukrotnie)
- Order Kutuzowa I klasy
- Medal jubileuszowy „XX lat Robotniczo-Chłopskiej Armii Czerwonej”